# Vranje, Sevnica
Vranje je naselje v Občini Sevnica. V vasi se nahaja Ajdovski gradec – pomembno arheološko najdišče z ohranjenimi ostanki poznoantične rimske naselbine.